# Aghavnadzor
Aghavnadzor (en armenio: Աղավնաձոր romanizado como Akhavnadzor o Agavnadzor, anteriormente Babakishi) es una ciudad localizada en la Kotayk' de Armenia.